# Brug 1162
Bruggen 1162, 1164 en 1165 zijn bouwkundige kunstwerken in Amsterdam-Zuidoost.

## Bruggen
Eind jaren zestig van de 20e eeuw werd het Bijlmerpark (2014 hernoemd tot Nelson Mandelapark) ingericht. Het park kwam te liggen in een laagte ten westen van de Gooiseweg en de Flierbosdreef, die beide op een dijklichaam liggen. De afwatering van het park werd geregeld door aan de westzoom van het park een afwateringstocht aan te leggen. Om verbinding te krijgen met de buurten ten westen van de Flierbosdreef werden er in die dreef viaducten gebouwd. Over de tocht werd aansluitend een drietal duikerbruggen of wel kokerbruggen gebouwd: Brug 1162, Brug 1164 en Brug 1165. Het ontwerp kwam van de Afdeling Bruggen van de Dienst der Publieke Werken. Voor de meeste bruggen ontworpen door medewerkers van die dienst is in de loop der jaren de specifieke architect bekend geworden (de dienst werkte als collectief), maar voor deze serie is de ontwerper onbekend gebleven. Bruggen 1111, 1124, 1125, 1126, 1127, 1128, 1129, 1131, 1150, 1152, 1162, 1165, 1172 en 1301 kregen hetzelfde uiterlijk mee. 
De genoemde drie duikerbruggen van 32 meter breedte (de koker is 32 meter lang en 3 meter breed) liggen in het verlengde van voet- en fietspaden:
- brug 1162: Kraaiennestpad;
- brug 1164: Bijlmerpleinpad/Hogevecht;
- brug 1165: Bullewijkpad.

Aan de noordzijde van het park ligt nog brug 1152 dat hetzelfde uiterlijk heeft. Ze zijn herkenbaar door:
- een verhoging in het landschap;
- breed van opzet; voet- en fietspad zijn aan beide voorzien van een groenstrook;
- hoekige balustraden die een aantal meters lager liggen dan de paden.

Lopend of fietsend over de paden vallen de duikerbruggen nauwelijks op. Er is een doorvaartbreedte van circa 3 meter, maar deze is hypothetisch; er is hier geen scheepvaart mogelijk anders dan met kajak/kano. 
De duikerbruggen overleefden de vernieuwingsslag rond 2010 van het park.

## Afbeeldingen

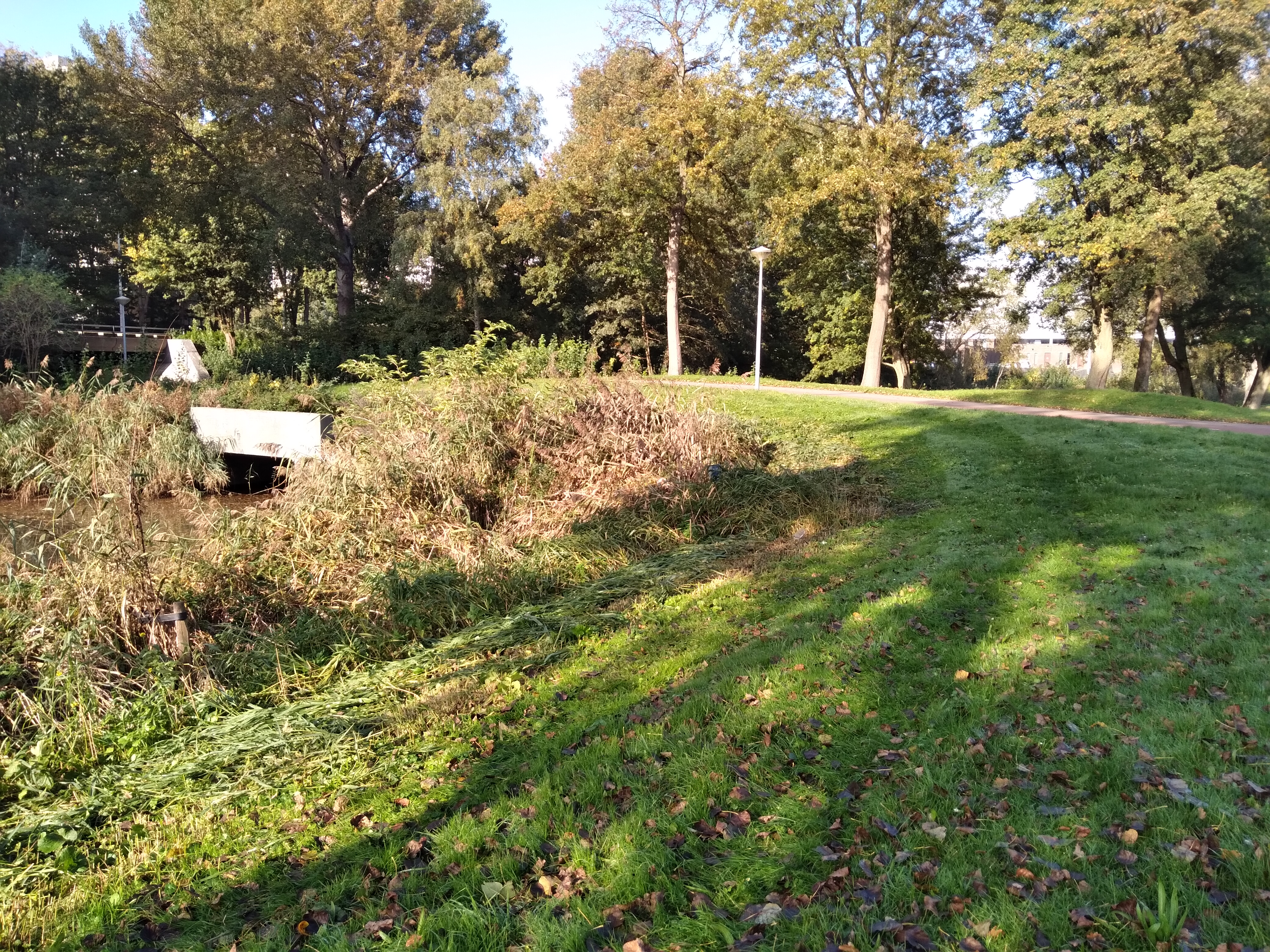
Zijaanzicht van brug 1162 met op de achtergrond Flierbosdreefbrug (oktober 2020)
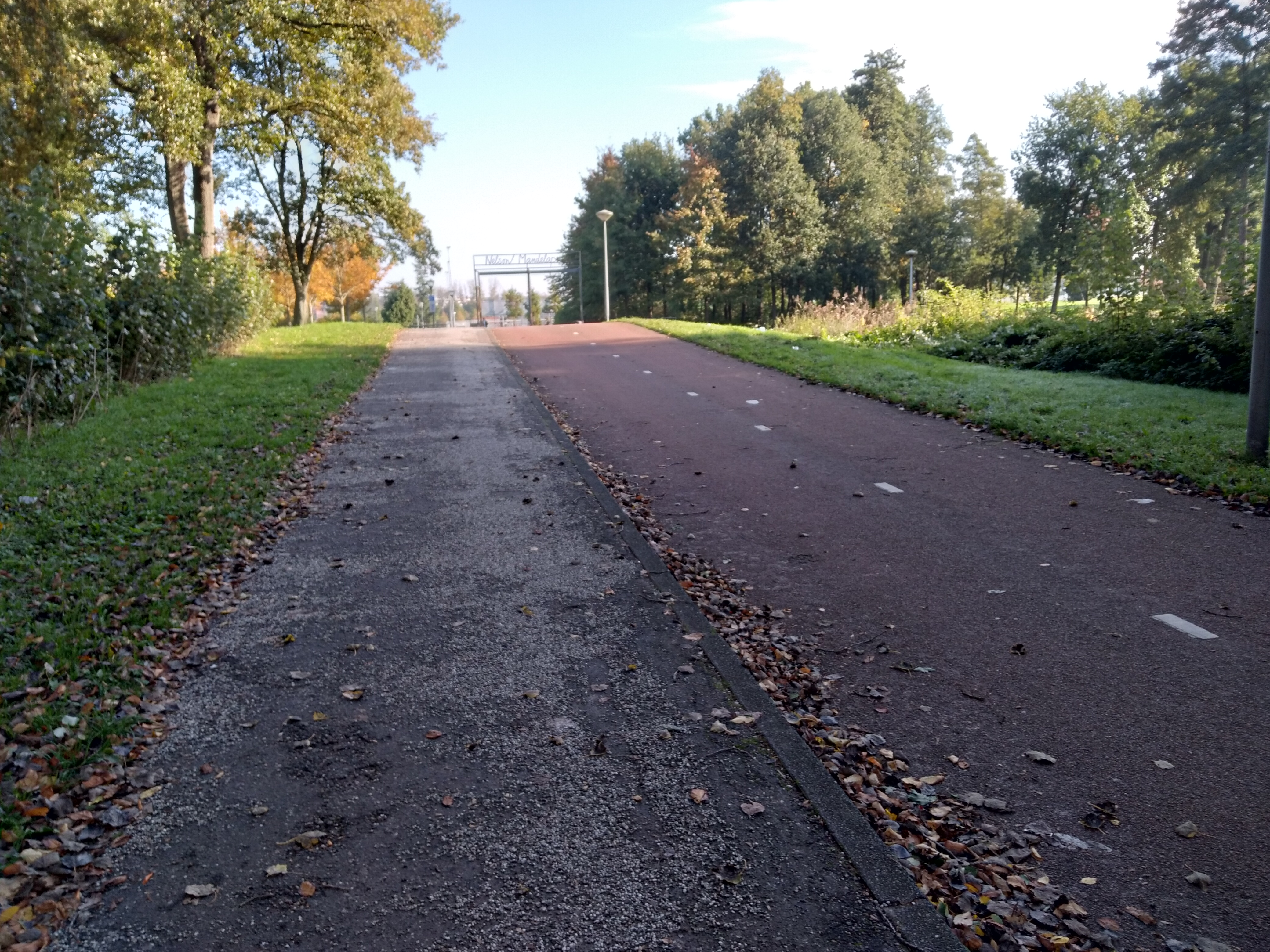
Brug 1162 in het landschap (oktober 2020)
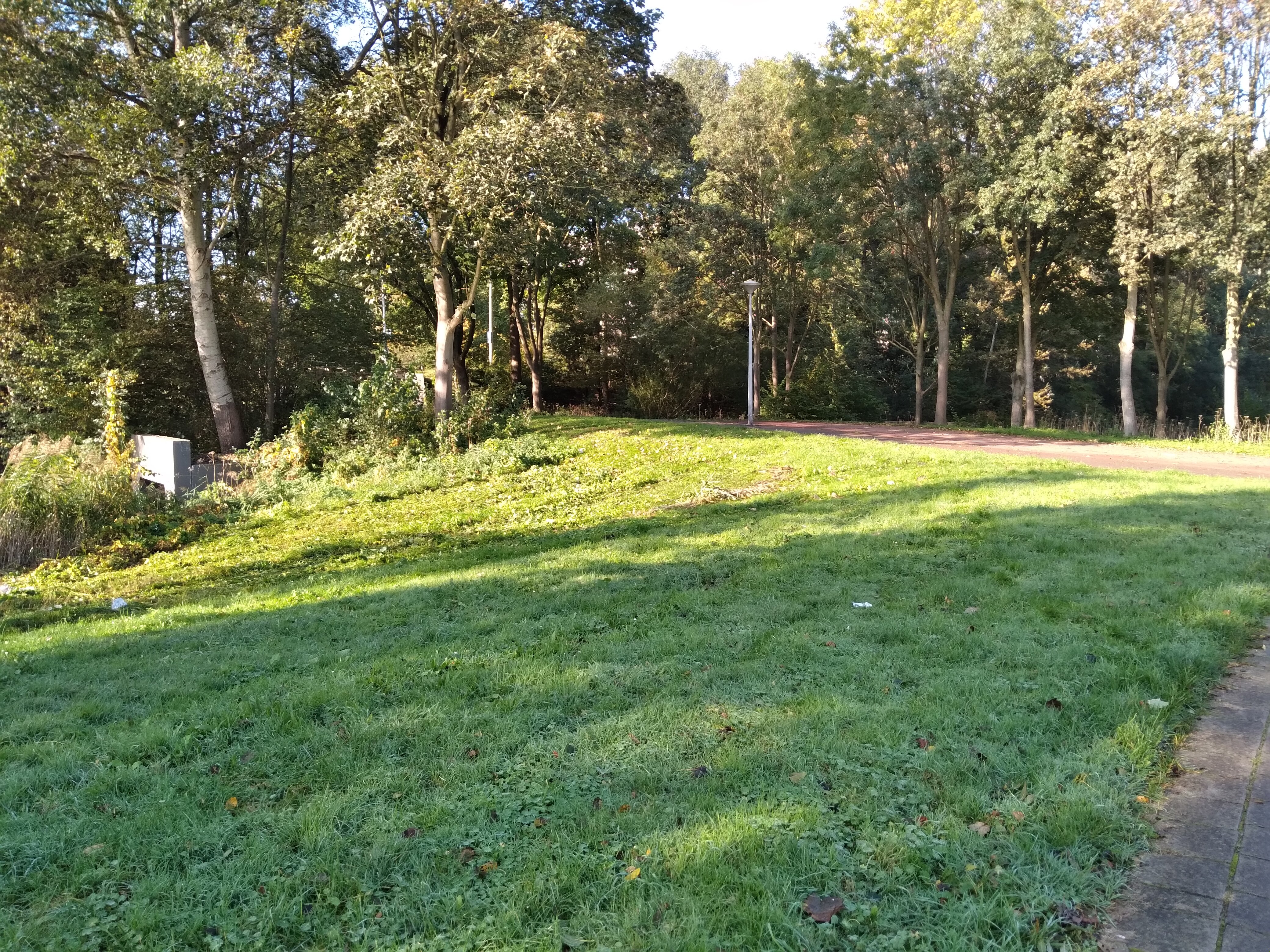
Brug 1164 in het landschap (oktober 2020)
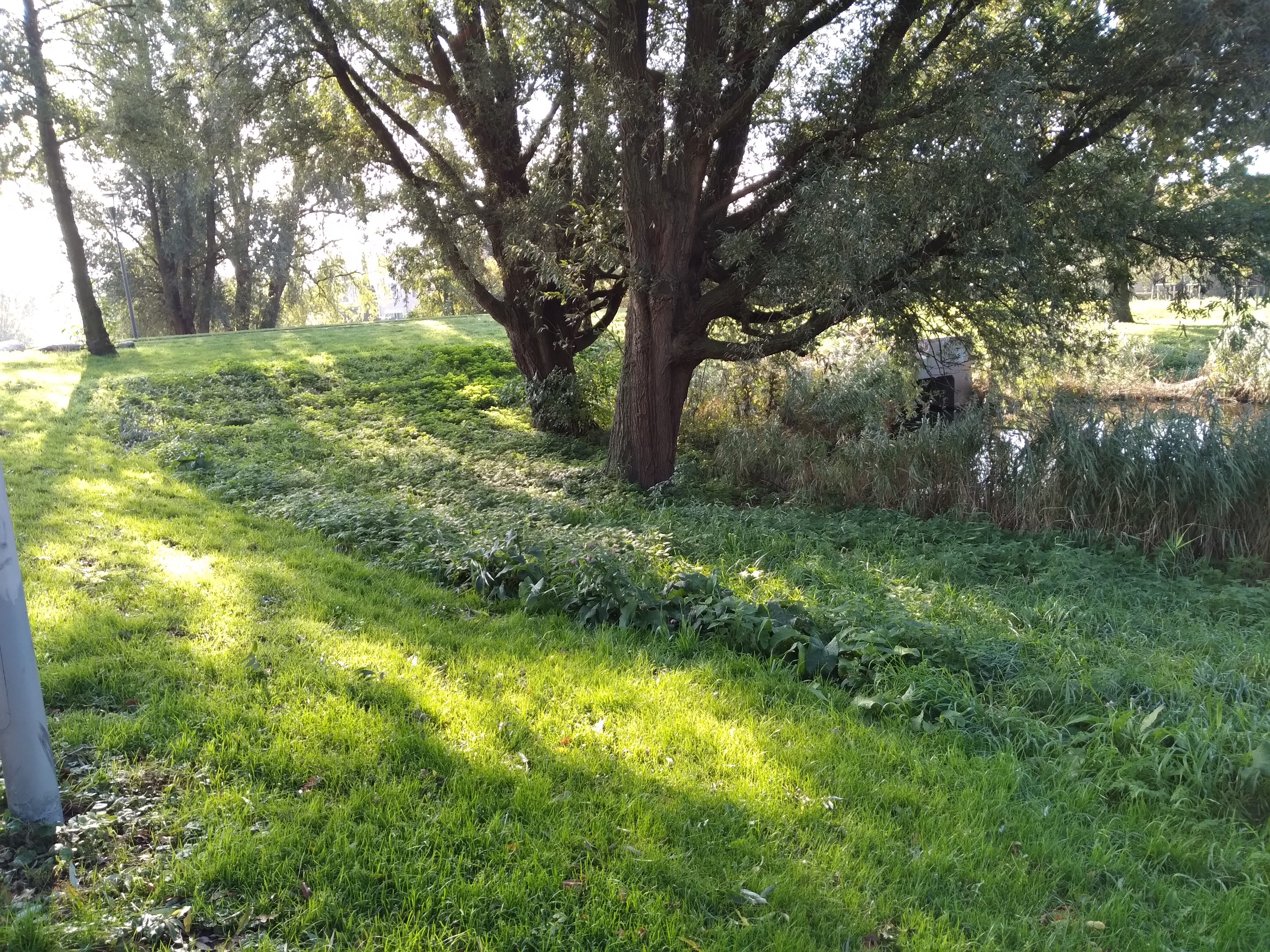
Brug 1165 in het landschap (oktober 2020)

<<< · 1100 · 1101 · 1107 · 1008 · 1009 · 1110 · 1111 · 1119 · 1121 · 1122 · 1123 · 1124 · 1125 · 1126 · 1127 · 1128 · 1129 · 1130 · 1131 · 1132 · 1133 · 1134 · 1135 · 1139 · 1140 · 1141 · 1142 · 1143 · 1144 · 1145 · 1146 · 1148 · 1149 · 1150 · 1151 · 1152 · 1153 · 1154 · 1155 · 1156 · 1157 · 1159 · 1162 · 1163 · 1164 · 1165 · 1167 · 1170 · 1171 · 1172 · 1173 · 1174 · 1175 · 1176 · 1177 · 1179 · 1180 · 1181 · 1182 · 1183 · 1184 · 1186 · 1187 · 1188 · 1189 · 1190 · 1191 · 1192 · 1193 · 1194 · 1195 · 1196 · 1197 · 1198 · 1199 · >>>
Brugnummers 1102-1106 (gesloopt), 1112-1118 (gesloopt), 1120, 1136-1138, 1145, 1147, 1158 (onbekend), 1160, 1161, 1166, 1168, 1169, 1178 en 1185 (voetbrug Bijlmerweide bouw 1970, sloop 2015) zijn niet (meer) vergeven.